# Atomaria sparreschneideri
Atomaria sparreschneideri is een keversoort uit de familie harige schimmelkevers (Cryptophagidae). De wetenschappelijke naam van de soort werd in 1927 gepubliceerd door Munster.